# Apàlkovo
Apàlkovo (en rus: Апальково) és un poble de l'óblast d'Oriol, a Rússia, segons el cens del 2010 tenia 294 habitants. Pertany al districte municipal de Kromi.